# Геблен
Гебле́н (фр. Guébling) — коммуна во французском департаменте Мозель региона Лотарингия. Относится к кантону Дьёз.

## Географическое положение
Геблен	расположен в 55 км к юго-востоку от Меца. Соседние коммуны: Бургальтроф и Маримон-ле-Бенестроф на северо-востоке, Басен и Домнон-ле-Дьёз на востоке, Бидестроф на юго-востоке, Лидрезен на северо-западе.	

## История
- Деревня входила в бывшее герцогство Лотарингия и принадлежала сеньору де Бургальтроф.
- Коммуна была уничтожена во время Тридцатилетней войны 1618—1648 годов.

## Демография
По переписи 2008 года в коммуне проживало 142 человека.	

## Достопримечательности
- Церковь Сен-Лежер XVIII века.
- Часовня Сент-Анн-де-Реклен.